# Rod Keller

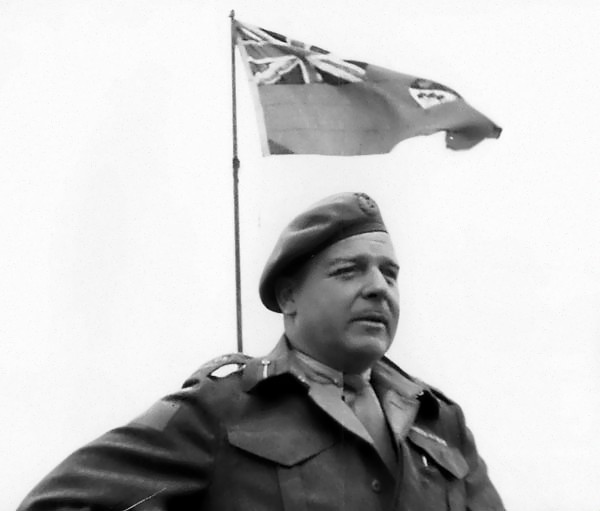
Rod Keller bei einer Ansprache an seine Truppen, 2. August 1944

Major General Rodney Frederick Leopold Keller CBE (* 2. Oktober 1900 in Tetbury, Gloucestershire; † 1954 in der Normandie) war ein Offizier der kanadischen Armee, der während des Zweiten Weltkriegs zum Divisionskommandeur aufstieg. Er befehligte die kanadische 3. Infanteriedivision, die die Aufgabe hatte, im Rahmen der Landung in der Normandie am D-Day, dem 6. Juni 1944, Juno Beach zu erobern.

## Jugend
Rod Keller trat gegen Ende des Ersten Weltkriegs in die Militärschule Royal Military College of Canada in Kingston, Ontario ein. Nach dem Abschluss kam er zur 'Princess Patricia's Light Infantry', eines der Regimenter der 'Canadian Permanent Force'.
Er besuchte – wie viele andere vielversprechende kanadische Offiziere in dieser Zeit auch – das Staff College Camberley in England.

## Kriegsdienst
Als Kanada in den Zweiten Weltkrieg eintrat, wurde Keller im Rang eines Brigademajors über den Atlantik geschickt. 1941 stieg er zum Kommandeur der Princess Patricia's Canadian Light Infantry auf und wurde einige Monate später zum Kommandeur der 1. kanadischen Infanteriebrigade ernannt. Keller wurde zum General-Major befördert und diente vom 8. September 1942 bis zum 8. August 1944 als 'General Officer Commanding' der 3. Infanteriedivision.
Major-General Keller war bei seinen Truppen populär. Sie mochten sein Verhalten und seine Art Klartext zu reden. Ein Alkoholproblem und mehrere Verstöße gegen Sicherheitsmaßnahmen vor dem D-Day kosteten ihn aber Ansehen bei seinen Offizieren und seiner Mannschaft. Seine Truppen erlitten bei der Landung am Juno Beach schwere Verluste.
Während des ersten Monats in der Normandie wirkte Keller „jumpy and high strung“ (nervös und überspannt). Seine direkten Vorgesetzten im I. britischen Korps und in der britischen 2. Armee hielten ihn für ungeeignet, die Division zu kommandieren.
Keller gab am 13. Juli seine Anspannung zu und machte ein Rücktrittsangebot.
Lieutenant-General Guy Simonds, der dafür vorgesehen war, das II. kanadische Korps zu kommandieren, sobald es in der Normandie aktiv war, lehnte Kellers Rücktrittsangebot ab, um die schon geringe Moral der Truppe nicht noch weiter zu senken.
Während der Schlacht um Caen handhabte Keller die Operation Windsor schwach:
er sandte eine verstärkte Brigade, um eine Divisionsoperation durchzuführen, und delegierte die Planung an einen seiner Brigadegeneräle.
Obwohl es fortgesetzt Beschwerden von Vorgesetzten und Mitarbeitern gab, weigerten sich Simonds und General Henry Crerar, der ebenfalls zu seinen Bewunderern zählte, ihn zu entlassen. Am 8. August wurde Keller von Friendly Fire verwundet: US-Bomber warfen während der Operation Totalize versehentlich einen Bombenteppich auf sein Divisions-Hauptquartier.
Keller erhielt kein aktives Militärkommando mehr. Er starb zehn Jahre später während eines Besuchs in der Normandie.